# Nekrolog April 2025
Nekrolog
◄◄
| ◄
| 2021
| 2022
| 2023
| 2024
| 2025
Januar |
Februar |
März |
April |
Mai |
Juni |
Juli |
August |
September |
Oktober |
November |
Dezember 2025
Weitere Ereignisse | Allgemeiner Nekrolog 2025
Die Beschreibung der verstorbenen Person sollte so kurz wie möglich gehalten sein und nur deren signifikante Tätigkeit(en) enthalten.
Neue Namen ggf. auch unter dem Geburts- und Sterbedatum, also etwa unter 1. Januar und im Geburts- und Sterbejahr (2024) eintragen (nur bei entsprechender großer Wichtigkeit). Für Beispiele siehe die schon vorhandenen Artikel.
Außerdem über die fünf zuletzt Verstorbenen, zu denen es einen ausreichend guten Artikel für eine Präsentation auf der Hauptseite gibt, nach der todesbedingten Überarbeitung der Artikel ggf. auch unter Wikipedia Diskussion:Hauptseite informieren und sie am besten auch in den anderen Wikipedia-Sprachversionen eintragen. Tipp: Regelmäßig bei news.google.de nach „ist tot“, „gestorben“ oder „verstorben“ suchen.
Wenn eine Person gestorben ist, gibt es viele Seiten zu dieser Person in der Wikipedia, die davon auch betroffen sind und entsprechend aktualisiert werden müssen. Beispiele: Namenübersichtsseite, Geburtsjahr, Geburtsort-Seiten und viele mehr.
Wie finde ich die betroffenen Seiten?
Im Suchfeld auf der linken Seite gibt man den Suchbegriff so ein: „Vorname Nachname“. Dann klickt man auf Volltext und alle Seiten mit entsprechendem Suchtext werden aufgerufen. Hier sieht man dann schnell, wo auch das Todesjahr Sinn macht oder sogar ein Teil des Artikels angepasst werden muss. Auch hilft das „Werkzeug“ auf der linken Seite sehr gut, um solche Seiten aufzufinden: „Links auf diese Seite“. Somit ist die Wikipedia wieder aktuell in allen Bereichen! Hinweis: bei Eintragung der Kategorie „Gestorben JAHR“ wird der Missbrauchsfilter 49 ausgelöst, was jedoch nicht schlimm ist. Siehe: Spezial:Missbrauchsfilter/49
Dies ist eine Liste von im April 2025 verstorbenen bekannten Persönlichkeiten. Die Einträge erfolgen innerhalb der einzelnen Daten alphabetisch sortiert. Tiere sind im Nekrolog für Tiere zu finden.

## April
Bearbeitungshinweis: Neue Todesfälle bitte absteigend nach Tagen geordnet eintragen. Die Todesfälle desselben Tages bitte in alphabetischer Reihenfolge einfügen.
| Tag       | Name                                       | Beruf, bekannt als                                                                    | Alter | Beleg |
| --------- | ------------------------------------------ | ------------------------------------------------------------------------------------- | ----- | ----- |
| 30. April | Ferdinand Botsy                            | madagassischer Bischof                                                                | 84    |       |
| 30. April | Joseph H. Eberly                           | US-amerikanischer Physiker                                                            | 89    |       |
| 30. April | Henry Friesen                              | kanadischer Endokrinologe                                                             | 90    |       |
| 30. April | Alfredo Felipe Fuentes                     | kubanischer Journalist, Autor und Dissident                                           | 75    |       |
| 30. April | Zeno Hastenteufel                          | brasilianischer Bischof                                                               | 78    |       |
| 30. April | Ruth Hieronymi                             | deutsche Politikerin                                                                  | 77    |       |
| 30. April | Rosa Krebs-Thulin                          | Schweizer Künstlerin                                                                  | 98    |       |
| 30. April | Hans-Jürgen Lichtenberg                    | deutscher Politiker                                                                   | 85    |       |
| 30. April | Inah Canabarro Lucas                       | brasilianische Ordensfrau und Supercentenarian                                        | 116   |       |
| 30. April | Thomas M. T. Niles                         | US-amerikanischer Diplomat                                                            | 85    |       |
| 30. April | Friedrich Oswald                           | österreichischer Schulpädagoge                                                        | 86    |       |
| 30. April | Isidore Partouche                          | französischer Unternehmer                                                             | 94    |       |
| 30. April | Jerome Ringo                               | US-amerikanischer Umweltschützer                                                      | 70    |       |
| 30. April | Heinz Schmidt                              | deutscher Theologe                                                                    | 81    |       |
| 30. April | Seán Sherwin                               | irischer Politiker                                                                    | 78    |       |
| 30. April | Joe Louis Walker                           | US-amerikanischer Bluesmusiker                                                        | 75    |       |
| 30. April | Jules Albert Wijdenbosch                   | surinamischer Politiker                                                               | 83    |       |
| 29. April | Detlef Bielke                              | deutscher Fusionmusiker und Komponist                                                 | 72    |       |
| 29. April | Owen John Dolan                            | neuseeländischer Bischof                                                              | 96    |       |
| 29. April | Samuel Escobar                             | peruanischer Theologe                                                                 | 90    |       |
| 29. April | Gerd Helbig                                | deutscher Fernsehjournalist                                                           | 86    |       |
| 29. April | David Horowitz                             | US-amerikanischer Publizist                                                           | 86    |       |
| 29. April | Walther Kaszelik                           | österreichischer Basketballfunktionär und -schiedsrichter                             | 70    |       |
| 29. April | Chester C. Langway                         | US-amerikanischer Glaziologe                                                          | 95    |       |
| 29. April | Charles Mayer                              | kanadischer Politiker                                                                 | 89    |       |
| 29. April | Ferenc Mohácsi                             | ungarischer Kanute                                                                    | 95    |       |
| 29. April | Mike Peters                                | britischer Sänger und Musiker                                                         | 66    |       |
| 29. April | Uwe Rheingans                              | deutscher Politiker                                                                   | 96    |       |
| 29. April | Christfried Schmidt                        | deutscher Komponist und Arrangeur                                                     | 92    |       |
| 29. April | Álvaro Silva                               | portugiesischer Leichtathlet                                                          | 60    |       |
| 29. April | Valeriu Tabără                             | rumänischer Agrarwissenschaftler und Politiker                                        | 75    |       |
| 29. April | David Tracy                                | US-amerikanischer Theologe                                                            | 86    |       |
| 29. April | Ed Van Impe                                | kanadischer Eishockeyspieler                                                          | 84    |       |
| 29. April | Josef Winiger                              | Schweizer Übersetzer und Autor                                                        | 81    |       |
| 28. April | Arvo Aalto                                 | finnischer Politiker                                                                  | 92    |       |
| 28. April | Karl Ameriks                               | US-amerikanischer Philosoph                                                           | 77    |       |
| 28. April | Brendan Comiskey                           | irischer Bischof                                                                      | 89    |       |
| 28. April | Leopoldo Fleming                           | US-amerikanischer Perkussionist                                                       | 85    |       |
| 28. April | Jane Gardam                                | britische Schriftstellerin                                                            | 96    |       |
| 28. April | Rainer Gossmann                            | deutscher Eishockeyspieler und -funktionär                                            | 83    |       |
| 28. April | Shaji N. Karun                             | indischer Regisseur und Kameramann                                                    | 73    |       |
| 28. April | Giovanni Lievore                           | italienischer Leichtathlet                                                            | 93    |       |
| 28. April | Andreas Modl                               | deutscher Karateka, Karatetrainer und -funktionär                                     | 64    |       |
| 28. April | Priscilla Pointer                          | US-amerikanische Schauspielerin                                                       | 100   |       |
| 28. April | Maciej Ratuszniak                          | polnischer E-Sportler                                                                 | 36    |       |
| 28. April | Stanley Girard Schlarman                   | US-amerikanischer Bischof                                                             | 91    |       |
| 28. April | John Twomey                                | US-amerikanischer Leichtathlet                                                        | 101   |       |
| 28. April | Tom Wolter                                 | deutscher Theaterleiter                                                               | 56    |       |
| 27. April | Hansi Alpert                               | deutscher Fußballspieler                                                              | 92    |       |
| 27. April | Dick Barnett                               | US-amerikanischer Basketballspieler                                                   | 88    |       |
| 27. April | Urte Blankenstein                          | deutsche Schauspielerin                                                               | 81    |       |
| 27. April | Jiggly Caliente                            | philippinisch-US-amerikanische Dragqueen                                              | 44    |       |
| 27. April | Giuseppe Cavallotto                        | italienischer Bischof                                                                 | 85    |       |
| 27. April | Cora Sue Collins                           | US-amerikanische Schauspielerin                                                       | 98    |       |
| 27. April | Felix Dieckmann                            | österreichischer Holzschneider und Opernregisseur                                     | 78    |       |
| 27. April | Kenneth Hancock                            | englischer Fußballspieler                                                             | 87    |       |
| 27. April | Urs Jenny                                  | Schweizer Journalist, Kritiker und Dramaturg                                          | 87    |       |
| 27. April | Wizz Jones                                 | britischer Gitarrist und Singer-Songwriter                                            | 86    |       |
| 27. April | Helene M. Kastinger Riley                  | US-amerikanische Germanistin                                                          | 86    |       |
| 27. April | Gerhard Stumpf                             | deutscher Fußballspieler                                                              | 85    |       |
| 27. April | Jorge Traverso                             | uruguayischer Journalist und Rundfunkmoderator                                        | 80    |       |
| 27. April | Claus Vetter                               | deutscher Sportjournalist                                                             | 60    |       |
| 26. April | Andy Bey                                   | US-amerikanischer Sänger                                                              | 85    |       |
| 26. April | Max Bolkart                                | deutscher Skispringer                                                                 | 92    |       |
| 26. April | José Carlos                                | portugiesischer Fußballspieler                                                        | 83    |       |
| 26. April | Joshua Clover                              | US-amerikanischer Schriftsteller und Literaturwissenschaftler                         | 62    |       |
| 26. April | Jair da Costa                              | brasilianischer Fußballspieler                                                        | 84    |       |
| 26. April | Michele Di Ruberto                         | italienischer Erzbischof                                                              | 90    |       |
| 26. April | Hansjörg Häfele                            | deutscher Politiker                                                                   | 93    |       |
| 26. April | Daud Haider                                | bangladeschischer Dichter                                                             | 73    |       |
| 26. April | Hayashi Okagi                              | japanische Supercentenarian                                                           | 115   |       |
| 26. April | Herbert Kraft                              | deutscher Literaturwissenschaftler                                                    | 86    |       |
| 26. April | Bernhard Korte                             | deutscher Mathematiker und Informatiker                                               | 86    |       |
| 26. April | Christoph Pliet                            | deutscher Brigadegeneral                                                              | 62    | [ 1 ] |
| 26. April | Burkhard Ritz                              | deutscher Landwirt und Politiker                                                      | 93    |       |
| 26. April | Armin Wolf                                 | deutscher Historiker                                                                  | 89    |       |
| 25. April | Eugenio Anguiano Roch                      | mexikanischer Ökonom und Diplomat                                                     | 85    |       |
| 25. April | Joey Archer                                | US-amerikanischer Boxer                                                               | 87    |       |
| 25. April | Paul Batiste                               | US-amerikanischer Musiker                                                             | 74    |       |
| 25. April | Onorato Bucci                              | italienischer Rechtshistoriker                                                        | 83    |       |
| 25. April | Tom R. Burns                               | US-amerikanisch-schwedischer Soziologe                                                | 88    |       |
| 25. April | John S. Foster junior                      | kanadisch-US-amerikanischer Physiker                                                  | 102   |       |
| 25. April | Alexis Herman                              | US-amerikanische Politikerin                                                          | 77    |       |
| 25. April | Udo Holdorf                                | deutscher Opernsänger                                                                 | 78    |       |
| 25. April | Sven Jacob                                 | deutscher Fußballfunktionär                                                           | 76    |       |
| 25. April | Krishnaswamy Kasturirangan                 | indischer Astronom und Politiker                                                      | 84    |       |
| 25. April | Ludvík Kavín                               | tschechisch-österreichischer Schauspieler, Theaterregisseur, Dramaturg und Übersetzer | 81    |       |
| 25. April | Volkmar Mair                               | österreichischer Verleger                                                             | 93    |       |
| 25. April | Jaroslaw Moskalik                          | russischer General                                                                    | 58    |       |
| 25. April | Peter Rapp                                 | österreichischer Fernsehmoderator                                                     | 81    |       |
| 25. April | Hans-Günter Richardi                       | deutscher Schriftsteller und Journalist                                               | 85    |       |
| 25. April | Virginia Roberts Giuffre                   | US-amerikanisch-australische Klägerin in Missbrauchsverfahren                         | 41    |       |
| 25. April | Marco Antonio Suástegui Muñoz              | mexikanischer Umwelt- und Menschenrechtsaktivist                                      | 49    |       |
| 25. April | Richard Wernick                            | US-amerikanischer Komponist und Musikpädagoge                                         | 91    |       |
| 25. April | Wu Guixian                                 | chinesische Politikerin                                                               | 87    |       |
| 24. April | Michel Aglietta                            | französischer Ökonom                                                                  | 87    |       |
| 24. April | Fritz Baumbach                             | deutscher Schachspieler                                                               | 89    |       |
| 24. April | Wulf Bertram                               | deutscher Arzt, Psychologe, Psychotherapeut, Verlagsleiter und Autor                  | 77    |       |
| 24. April | Josef Bönisch                              | deutscher Komponist und Arrangeur                                                     | 89    |       |
| 24. April | Hans-Günther Bücking                       | deutscher Kameramann und Regisseur                                                    | 73    |       |
| 24. April | Paul Engel                                 | österreichischer Komponist und Dirigent                                               | 75    |       |
| 24. April | Andrzej Fiedor                             | polnischer Biathlet                                                                   | 79    |       |
| 24. April | Jack Katz                                  | US-amerikanischer Comicautor und -zeichner                                            | 97    |       |
| 24. April | Bernd Klaußner                             | deutscher Wissenschaftler und Politiker                                               | 84    |       |
| 24. April | Kari Lövaas                                | norwegische Opern- und Konzertsängerin (Sopran)                                       | 85    |       |
| 24. April | Roy Phillips                               | britischer Popsänger                                                                  | 81    |       |
| 24. April | Eva Ponto                                  | deutsche Filmeditorin                                                                 | 107   |       |
| 24. April | Ulrich Preis                               | deutscher Rechtswissenschaftler                                                       | 68    |       |
| 24. April | Klaus Ronneberger                          | deutscher Stadtsoziologe                                                              | 74    |       |
| 24. April | Pere Sampol                                | spanischer Politiker                                                                  | 73    |       |
| 24. April | Margot Simond                              | französische Skirennläuferin                                                          | 18    |       |
| 24. April | Hannu Taina                                | finnischer Designer, Grafiker, Illustrator und Autor                                  | 84    |       |
| 23. April | Eugene Koffi Adoboli                       | togoischer Politiker                                                                  | 90    |       |
| 23. April | Günter Auferbauer                          | österreichischer Autor und Bergsteiger                                                | 84    |       |
| 23. April | Jonnie Boer                                | niederländischer Koch, Unternehmer und Autor                                          | 60    |       |
| 23. April | André Bosson                               | Schweizer Fußballspieler                                                              | 83    |       |
| 23. April | Waltraut Haas                              | österreichische Schauspielerin und Sängerin                                           | 97    |       |
| 23. April | Rudolf Köppler                             | deutscher Politiker                                                                   | 89    |       |
| 23. April | Steve McMichael                            | US-amerikanischer American-Football-Spieler                                           | 67    |       |
| 23. April | Fouad Mebazaa                              | tunesischer Diplomat und Politiker                                                    | 91    |       |
| 23. April | Gisela Noehles                             | deutsche Kunsthistorikerin                                                            | 94    |       |
| 23. April | Jaromír Paciorek                           | tschechischer Fußballspieler                                                          | 45    |       |
| 23. April | Folker Skulima                             | deutscher Galerist und Kunstsammler                                                   | 84    |       |
| 23. April | James M. Stayer                            | kanadischer Historiker                                                                | 90    |       |
| 23. April | Peter Taaffe                               | britischer Politiker                                                                  | 83    |       |
| 23. April | David Thomas                               | US-amerikanischer Sänger                                                              | 71    |       |
| 23. April | Angela Tillmann                            | deutsche Politikerin                                                                  | 68    |       |
| 23. April | Rembert Unterstell                         | deutscher Wissenschaftsjournalist und Historiker                                      | 64    |       |
| 23. April | Michael Weindel                            | deutscher Architekt                                                                   | 83    | [ 2 ] |
| 22. April | Vagn Buchwald                              | dänischer Meteoritenforscher und Metallurg                                            | 95    |       |
| 22. April | Giuseppe Farina                            | italienischer Unternehmer und Fußballfunktionär                                       | 91    |       |
| 22. April | Alexandra Fröhlich                         | deutsche Schriftstellerin und Journalistin                                            | 58    |       |
| 22. April | József Garami                              | ungarischer Fußballspieler und -trainer                                               | 85    |       |
| 22. April | Odd Magne Gridseth                         | norwegischer Musiker                                                                  | 65    |       |
| 22. April | Georg Kenntner                             | deutscher Sportwissenschaftler und Anthropologe                                       | 92    |       |
| 22. April | Rolf Minderjahn                            | deutscher Reiseschriftsteller                                                         | 62    |       |
| 22. April | Valentin-Yves Mudimbe                      | kongolesischer Anthropologe, Schriftsteller und Literaturwissenschaftler              | 83    |       |
| 22. April | Peter Morsbach                             | deutscher Denkmalpfleger und Architekturhistoriker                                    | 68    |       |
| 22. April | Wolfgang Otto                              | deutscher Generalleutnant                                                             | 78    |       |
| 22. April | Lar Park-Lincoln                           | US-amerikanische Schauspielerin                                                       | 63    |       |
| 22. April | Lothar Roos                                | deutscher Theologe und Sozialethiker                                                  | 89    |       |
| 22. April | Keith Stackpole                            | australischer Cricketspieler                                                          | 84    |       |
| 22. April | Tibor Szász                                | Pianist, Musikwissenschaftler und Musikpädagoge                                       | 76    |       |
| 22. April | Edwin F. Taylor                            | US-amerikanischer Physiker                                                            | 93    |       |
| 22. April | Walter Troeltsch                           | deutscher Politiker                                                                   | 96    |       |
| 22. April | Surab Zereteli                             | sowjetischer bzw. georgisch-russischer Bildhauer und Maler                            | 91    |       |
| 21. April | Urszula Figwer                             | polnische Leichtathletin                                                              | 93    |       |
| 21. April | Walter Frankenstein                        | deutsch-schwedischer Holocaustüberlebender                                            | 100   |       |
| 21. April | Franziskus                                 | argentinischer Theologe und Papst                                                     | 88    |       |
| 21. April | Herbert J. Gans                            | US-amerikanischer Soziologe                                                           | 97    |       |
| 21. April | Cyril Höschl                               | tschechischer Psychiater                                                              | 75    |       |
| 21. April | Will Hutchins                              | US-amerikanischer Schauspieler                                                        | 94    |       |
| 21. April | Ada Kadelbach                              | deutsche Musikwissenschaftlerin und Hymnologin                                        | 82    |       |
| 21. April | Gerard Kennedy                             | australischer Schauspieler                                                            | 93    |       |
| 21. April | Mark Kieswetter                            | US-amerikanischer Jazzmusiker                                                         | ≈55   |       |
| 21. April | Peter von Matt                             | Schweizer Germanist und Schriftsteller                                                | 87    |       |
| 21. April | Johanna Matz                               | österreichische Schauspielerin                                                        | 92    |       |
| 21. April | Josep Montserrat i Torrents                | spanischer Philosoph, Koptologe und Historiker                                        | 92    |       |
| 21. April | Eberhard Riese                             | deutscher Zauberkünstler                                                              | 73    |       |
| 21. April | Aldo Hugo Sallustro                        | italienischer Manager                                                                 | 75    |       |
| 21. April | Hans-Otto Schmidt                          | deutscher Maler                                                                       | 79    |       |
| 21. April | Axel Scholtz                               | deutscher Schauspieler und Synchronsprecher                                           | 90    |       |
| 21. April | Francis Zammit Dimech                      | maltesischer Politiker                                                                | 70    |       |
| 20. April | Lorenz A.                                  | deutsches Todesopfer durch Polizeischüsse                                             | 21    |       |
| 20. April | Joachim Benthin                            | deutscher Politiker                                                                   | 85    |       |
| 20. April | Damien Broderick                           | australischer Schriftsteller                                                          | 80    |       |
| 20. April | Cristina Buarque                           | brasilianische Sängerin und Komponistin                                               | 74    |       |
| 20. April | Gerald A. P. Carrothers                    | kanadischer Regionalwissenschaftler                                                   | 99    |       |
| 20. April | Kristin Feireiss                           | deutsche Kuratorin                                                                    | 82    |       |
| 20. April | Bob Filner                                 | US-amerikanischer Politiker                                                           | 82    |       |
| 20. April | Hugo Gatti                                 | argentinischer Fußballspieler                                                         | 80    |       |
| 20. April | Ab Geldermans                              | niederländischer Radrennfahrer                                                        | 90    |       |
| 20. April | Gregor Henckel-Donnersmarck                | österreichischer Abt                                                                  | 82    |       |
| 20. April | Sam Kidd                                   | US-amerikanischer Jazzmusiker (Bass)                                                  | 93    |       |
| 20. April | Walid Laggoune                             | algerischer Jurist                                                                    | 76    |       |
| 20. April | Werner Lorant                              | deutscher Fußballspieler und -trainer                                                 | 76    |       |
| 20. April | Marija Schubina                            | sowjetische bzw. russische Kanutin                                                    | 94    |       |
| 20. April | Nedeljko Šipovac                           | serbischer Manager, Politiker und Sportfunktionär                                     | 82    |       |
| 20. April | Jan Turovski                               | deutscher Schriftsteller                                                              | 85    |       |
| 20. April | Arild Underdal                             | norwegischer Politikwissenschaftler                                                   | 78    |       |
| 19. April | Jacques Camatte                            | französischer Schriftsteller und Marxist                                              | 90    |       |
| 19. April | Angelika Fergenbauer-Kimmel                | deutsche Biologin, Autorin und Lektorin                                               | 74    |       |
| 19. April | Tommie Harris                              | US-amerikanischer Blues- und Jazzmusiker                                              | ≈86   |       |
| 19. April | Josef Hesselbach                           | deutscher Agrarökonom                                                                 | 93    |       |
| 19. April | Helga Hieden-Sommer                        | österreichische Soziologin und Politikerin                                            | 91    |       |
| 19. April | Barry Hoban                                | britischer Radrennfahrer                                                              | 85    |       |
| 19. April | Manfred Kramer                             | deutscher Politiker                                                                   | 85    |       |
| 19. April | Christian Langballe                        | dänischer Politiker                                                                   | 58    |       |
| 19. April | Angelo Longoni                             | italienischer Filmregisseur und Drehbuchautor                                         | 68    |       |
| 19. April | Abelardo Moreno Fernández                  | kubanischer Diplomat                                                                  | 81    |       |
| 19. April | Pedro Sansano                              | spanischer Politiker                                                                  | 86    |       |
| 19. April | Alfred Sternagel                           | deutscher Unternehmer                                                                 | 90    |       |
| 19. April | Tassilo Thierbach                          | deutscher Eiskunstläufer                                                              | 68    |       |
| 19. April | Guy Ullens                                 | belgischer Kunstsammler, Philanthrop und Unternehmer                                  | 90    |       |
| 19. April | Berthold Wittich                           | deutscher Politiker                                                                   | 91    |       |
| 18. April | A. P. Balachandran                         | indischer Physiker                                                                    | 87    |       |
| 18. April | Günther Beetz                              | deutscher Trompeter                                                                   | 70    |       |
| 18. April | Christiane Brunner                         | Schweizer Politikerin                                                                 | 78    |       |
| 18. April | Giovanni De Sandre                         | italienischer Informatiker                                                            | 89    |       |
| 18. April | Henning Glawatz                            | deutscher General                                                                     | 75    |       |
| 18. April | Gerhard Hager                              | österreichischer Politiker und Jurist                                                 | 82    |       |
| 18. April | Helmut Huberts                             | österreichischer Fußballspieler                                                       | 80    |       |
| 18. April | Patricio Infante Alfonso                   | chilenischer Erzbischof                                                               | 95    |       |
| 18. April | Irwin Lachman                              | US-amerikanischer Ingenieur und Erfinder                                              | 94    |       |
| 18. April | Lars Gunnar Lie                            | norwegischer Politiker                                                                | 86    |       |
| 18. April | Jason Londt                                | südafrikanischer Biologe und Museumsdirektor                                          | 82    |       |
| 18. April | Mick McGrath                               | irischer Fußballspieler                                                               | 89    |       |
| 18. April | George McMillan                            | US-amerikanischer Politiker                                                           | 81    |       |
| 18. April | Alessandro Pace                            | italienischer Rechtswissenschaftler                                                   | 89    |       |
| 18. April | Jean Paelinck                              | belgischer Wirtschaftswissenschaftler                                                 | 94    |       |
| 18. April | Nikola Pokrivač                            | kroatischer Fußballspieler und -trainer                                               | 39    |       |
| 18. April | Clodagh Rodgers                            | britische Sängerin und Fernsehmoderatorin                                             | 78    |       |
| 18. April | Erich Tomek                                | österreichischer Drehbuchautor                                                        | 94    |       |
| 18. April | Aimé Emmanuel Yoka                         | kongolesischer Politiker                                                              |       |       |
| 17. April | Chuck Ferries                              | US-amerikanischer Skirennläufer                                                       | 85    |       |
| 17. April | Renate Finke-Osiander                      | deutsche Diplomatin                                                                   | 98    |       |
| 17. April | Erhard Grosskopf                           | deutscher Komponist                                                                   | 91    |       |
| 17. April | Nuno Guerreiro                             | portugiesischer Sänger                                                                | 52    |       |
| 17. April | Dieter Klöckner                            | deutscher Musikwissenschaftler und -pädagoge                                          | 90    |       |
| 17. April | Henry König                                | deutscher Schauspieler, Hörspiel- und Synchronsprecher                                | 88    |       |
| 17. April | Peter Kostelka                             | österreichischer Politiker                                                            | 78    |       |
| 17. April | Hardy Lux                                  | deutscher Politiker                                                                   | 54    |       |
| 17. April | Krystyna Miłobędzka                        | polnische Dichterin                                                                   | 92    |       |
| 17. April | Jørgen Nybo Rasmussen                      | dänischer Historiker und Archivar                                                     | 95    |       |
| 17. April | Karl-Heinz Roland                          | deutscher Sportjournalist und -moderator                                              | 81    |       |
| 17. April | Ljubomir Simović                           | jugoslawischer bzw. serbischer Schriftsteller                                         | 89    |       |
| 17. April | Jaromír Štětina                            | tschechischer Journalist und Politiker                                                | 82    |       |
| 17. April | Joe Thompson                               | englischer Fußballspieler                                                             | 36    |       |
| 17. April | Martin Wehner                              | deutscher Politiker                                                                   | 79    |       |
| 16. April | Nora Aunor                                 | philippinische Schauspielerin                                                         | 71    |       |
| 16. April | Colin Berry                                | britischer Radiomoderator                                                             | 79    |       |
| 16. April | Aaron Boupendza                            | gabunischer Fußballspieler                                                            | 28    |       |
| 16. April | João Cravinho                              | portugiesischer Politiker                                                             | 88    |       |
| 16. April | Dagmar Grassinger                          | deutsche Archäologin                                                                  | 70    |       |
| 16. April | Ena Hartman                                | US-amerikanische Schauspielerin                                                       | 93    |       |
| 16. April | Fatima Hassouna                            | palästinensische Fotojournalistin                                                     | 26    |       |
| 16. April | Gerd Helbeck                               | deutscher Heimatforscher                                                              | 88    |       |
| 16. April | Konstantin Kedrow                          | russischer Dichter, Philosoph und Literaturkritiker                                   | 82    |       |
| 16. April | Matthias Kern                              | deutscher Zahnmediziner                                                               | 66    |       |
| 16. April | Edda Loges                                 | deutsche Schauspielerin                                                               | 82    |       |
| 16. April | Edward Lumley                              | kanadischer Politiker                                                                 | 85    |       |
| 16. April | Roger McLachlan                            | neuseeländischer Bassist                                                              | 71    |       |
| 16. April | Ferdinand Melichar                         | österreichischer Rechtsanwalt                                                         | 86    |       |
| 16. April | René Osterwalder                           | Schweizer Sexualstraftäter                                                            | 71    |       |
| 16. April | Waldemar Röhsler                           | deutscher Richter                                                                     | 98    |       |
| 16. April | Dieter Rössner                             | deutscher Rechtswissenschaftler und Kriminologe                                       | 79    |       |
| 16. April | Iwan Sluchai                               | sowjetischer bzw. russischer Offizier                                                 | 100   |       |
| 16. April | Gerhard Stradner                           | österreichischer Musikwissenschaftler                                                 | 90    |       |
| 15. April | Jürgen Batt                                | deutscher Mathematiker                                                                | 91    |       |
| 15. April | Peter Buske                                | deutscher Musikkritiker                                                               | 86    |       |
| 15. April | Wolf von Fabeck                            | deutscher Energiewende-Aktivist                                                       | 89    |       |
| 15. April | Jadwiga Jankowska-Cieślak                  | polnische Schauspielerin                                                              | 74    |       |
| 15. April | Anton Keller                               | Schweizer Politiker                                                                   | 90    |       |
| 15. April | Joel Krosnick                              | US-amerikanischer Cellist                                                             | 84    |       |
| 15. April | Eberhard Linke                             | deutscher Bildhauer                                                                   | 88    |       |
| 15. April | Wink Martindale                            | US-amerikanischer Fernsehmoderator und DJ                                             | 91    |       |
| 15. April | Alfons Mersmann                            | deutscher Verfahrenstechniker                                                         | 94    |       |
| 15. April | Martin Petkov                              | österreichischer Fußballspieler                                                       | 36    |       |
| 15. April | Angélico Sândalo Bernardino                | brasilianischer Bischof                                                               | 92    |       |
| 15. April | Kees Smit                                  | niederländischer Fußballspieler                                                       | 85    |       |
| 15. April | Werner Thissen                             | deutscher Erzbischof                                                                  | 86    |       |
| 14. April | Abdullah Ahmad Badawi                      | malaysischer Politiker                                                                | 85    |       |
| 14. April | Horst Bartnig                              | deutscher Maler                                                                       | 88    |       |
| 14. April | Francis Davis                              | US-amerikanischer Autor und Journalist                                                | 78    |       |
| 14. April | Joaquín Galera                             | spanischer Radrennfahrer                                                              | 85    |       |
| 14. April | Arthur „Art“ Green                         | US-amerikanischer Künstler                                                            | 83    |       |
| 14. April | Hans A. Guttner                            | deutsch-österreichischer Filmemacher, Regisseur, Autor und Produzent                  | 79    |       |
| 14. April | Joe Horn                                   | österreichischer Volleyballspieler und Handballfunktionär                             | 71    |       |
| 14. April | Aliza Magen-Halevi                         | israelische Geheimdienstlerin                                                         | ≈88   |       |
| 14. April | Sophie Nyweide                             | US-amerikanische Schauspielerin                                                       | 24    |       |
| 14. April | Christiaan F. Rüter                        | niederländischer Jurist                                                               | 86    |       |
| 14. April | Peter Seiffert                             | deutscher Opernsänger                                                                 | 71    |       |
| 14. April | Marianne Strunk-Hilgers                    | deutsche Glasmalerin und Mosaikkünstlerin                                             |       |       |
| 14. April | Seo Jeong-in                               | südkoreanischer Schriftsteller                                                        | 88    |       |
| 14. April | Piotr Turzyński                            | polnischer Bischof                                                                    | 60    |       |
| 14. April | Jürgen von Ungern-Sternberg                | deutscher Althistoriker                                                               | 84    |       |
| 13. April | Khurshid Ahmad                             | pakistanischer Ökonom                                                                 | 93    |       |
| 13. April | Richard Armitage                           | US-amerikanischer Diplomat und Politiker                                              | 79    |       |
| 13. April | Klaus Beyer                                | deutscher Mathematiker                                                                | 85    |       |
| 13. April | Joe Dea                                    | US-amerikanischer Regisseur                                                           | 71    |       |
| 13. April | Hans Wilhelm Gäb                           | deutscher Automobilmanager, Tischtennisspieler und -funktionär                        | 89    |       |
| 13. April | Bob Garretson                              | US-amerikanischer Automobilrennfahrer und Rennstallbesitzer                           | 92    |       |
| 13. April | Manfred Kleimann                           | deutscher Journalist                                                                  | 69    |       |
| 13. April | E. Jay Krause                              | US-amerikanischer Art-Director                                                        | 98    |       |
| 13. April | Lester Lashley                             | US-amerikanischer Musiker und bildender Künstler                                      | 89    |       |
| 13. April | Jean Marsh                                 | britische Schauspielerin und Drehbuchautorin                                          | 90    |       |
| 13. April | Joachim Müller                             | deutscher Historiker                                                                  | 87    |       |
| 13. April | Geraldo de Souza Rodrigues                 | brasilianischer Bischof                                                               | 61    |       |
| 13. April | Albert Privet Thévenot                     | kanadischer Bischof                                                                   | 79    |       |
| 13. April | Mario Vargas Llosa                         | peruanischer Schriftsteller, Politiker und Journalist                                 | 89    |       |
| 13. April | Götz Voppel                                | deutscher Wirtschaftsgeograph                                                         | 94    |       |
| 12. April | Roy Thomas Baker                           | britischer Musikproduzent                                                             | 78    |       |
| 12. April | Jean Breuer                                | deutscher Radrennfahrer                                                               | 87    |       |
| 12. April | Heinrich Döring                            | deutscher Fundamentaltheologe und Religionswissenschaftler                            | 91    |       |
| 12. April | Julien Favreuille                          | französischer Saxophonist                                                             | 52    |       |
| 12. April | Wolfgang Hirschmann                        | deutscher Musikproduzent und Tonmeister                                               | 88    |       |
| 12. April | Graziano Mesina                            | italienischer Krimineller                                                             | 83    |       |
| 12. April | Andrea Blaugrund Nevins                    | US-amerikanische Filmregisseurin                                                      | 63    |       |
| 12. April | Christian Rentsch                          | Schweizer Journalist und Autor                                                        | 79    |       |
| 11. April | Mike Berry                                 | britischer Sänger und Schauspieler                                                    | 82    |       |
| 11. April | Alberto Franceschini                       | italienischer Terrorist                                                               | 78    |       |
| 11. April | Juan Antonio Gálvez                        | spanischer Schauspieler und Synchronsprecher                                          | 77    |       |
| 11. April | Karl-Heinz Groth                           | deutscher Autor und Pädagoge                                                          | 85    |       |
| 11. April | John J. LaFalce                            | US-amerikanischer Politiker                                                           | 85    |       |
| 11. April | Klaus Lambertz                             | deutscher Fußballspieler                                                              | 84    |       |
| 11. April | Petra Laseur                               | niederländische Schauspielerin                                                        | 85    |       |
| 11. April | Don Mischer                                | US-amerikanischer Fernsehregisseur und -produzent                                     | 85    |       |
| 11. April | Bernd Reischl                              | österreichischer Bandleader und Tontechniker                                          | 72    |       |
| 11. April | Werner Ritter                              | Schweizer Maler, Grafiker und Kunstlehrer                                             | 91    |       |
| 11. April | Max Romeo                                  | jamaikanischer Sänger und Komponist                                                   | 80    |       |
| 11. April | Helga von Strachwitz                       | deutsche Diplomatin                                                                   | 84    |       |
| 11. April | Michelangelo Tiribilli                     | italienischer Benediktinerabt                                                         | 88    |       |
| 11. April | Eberhard Ulich                             | deutscher Arbeitspsychologe                                                           | 95    |       |
| 10. April | Leo Beenhakker                             | niederländischer Fußballtrainer                                                       | 82    |       |
| 10. April | Holger Bernhardt                           | deutscher Fußballspieler                                                              | 52    |       |
| 10. April | Jürgen Cieslak                             | deutscher Ofensetzer und Denkmalpfleger                                               | 82    |       |
| 10. April | Werner Diehl                               | deutscher Unternehmer                                                                 | 78    |       |
| 10. April | René Marie Albert Dupont                   | französisch-südkoreanischer Bischof                                                   | 95    |       |
| 10. April | Claus-Dieter Ehlermann                     | deutscher Jurist                                                                      | 93    |       |
| 10. April | Niklas Eklund                              | schwedischer Trompeter                                                                | 56    |       |
| 10. April | Agustín Escobar                            | spanischer Manager                                                                    | 55    |       |
| 10. April | Lieselotte Finke-Poser                     | deutsche Malerin                                                                      | 99    |       |
| 10. April | Günter Kahnt                               | deutscher Agrarwissenschaftler                                                        | 96    |       |
| 10. April | Christoph Kohl                             | italienisch-deutscher Architekt                                                       | 64    |       |
| 10. April | Ted Kotcheff                               | kanadischer Filmregisseur                                                             | 94    |       |
| 10. April | Bruce Logan                                | britischer Kameramann, Regisseur, Produzent und Spezialeffektkünstler                 | 78    |       |
| 10. April | Peter Lovesey                              | britischer Krimi-Schriftsteller                                                       | 88    |       |
| 10. April | Lucy Markovic                              | australisches Model                                                                   | 27    |       |
| 10. April | Jozef Mewis                                | belgischer Ringer                                                                     | 94    |       |
| 10. April | Duncan B. Mfune                            | sambischer Geistlicher                                                                | 88    |       |
| 10. April | Ernst Neukomm                              | Schweizer Politiker                                                                   | 90    |       |
| 10. April | Alexis Noble                               | uruguayischer Fußballspieler                                                          | 61    |       |
| 10. April | Mario Ernesto Sánchez                      | kubanisch-US-amerikanischer Schauspieler, Theaterleiter und -dramaturg                | 78    |       |
| 10. April | Nino Tempo                                 | US-amerikanischer Pop- und Jazzmusiker                                                | 90    |       |
| 10. April | Hilde Thoms                                | deutsche Schriftstellerin                                                             | 87    |       |
| 10. April | Drew Zingg                                 | US-amerikanischer Gitarrist                                                           | 68    |       |
| 9. April  | Wilfried Bommert                           | deutscher Journalist und Autor                                                        | 74    |       |
| 9. April  | Jean-Pierre Bonnefous                      | französischer Balletttänzer und Choreograf                                            | 82    |       |
| 9. April  | Heinz-Günter Deuster                       | deutscher Boxsportfunktionär                                                          | 75    |       |
| 9. April  | Andrew Gross                               | US-amerikanischer Schriftsteller                                                      | 72    |       |
| 9. April  | Rosmarie Ledermann-Scheurer                | Schweizer Verbandsfunktionärin                                                        | 93    |       |
| 9. April  | Luis Felipe Noé                            | argentinischer Künstler                                                               | 91    |       |
| 9. April  | Mel Novak                                  | US-amerikanischer Schauspieler                                                        | 90    |       |
| 9. April  | Markus Rieker                              | deutscher Unternehmer                                                                 | 90    |       |
| 9. April  | Abel Rodríguez                             | kolumbianischer Zeichner                                                              | ≈80   |       |
| 9. April  | Peter Rühring                              | deutscher Schauspieler                                                                | 82    |       |
| 9. April  | Hans-Dieter Schmidt                        | deutscher Generalstabsarzt                                                            | 87    |       |
| 9. April  | Rainer G. Schmidt                          | deutscher Übersetzer und Lyriker                                                      | 75    |       |
| 9. April  | Ray Shero                                  | US-amerikanischer Eishockeyspieler und -funktionär                                    | 62    |       |
| 9. April  | Terje Venaas                               | norwegischer Jazzbassist                                                              | 78    |       |
| 9. April  | Michael F. Zimmermann                      | deutscher Kunsthistoriker                                                             | 66    |       |
| 8. April  | Cathy Bernheim                             | französische Feministin und Schriftstellerin                                          | 78    |       |
| 8. April  | Tony Blanco                                | dominikanischer Baseballspieler                                                       | 44    |       |
| 8. April  | Wilhelm Burgsmüller                        | deutscher Fußballspieler                                                              | 93    |       |
| 8. April  | Nelsy Cruz                                 | dominikanische Politikerin                                                            | 42    |       |
| 8. April  | Octavio Dotel                              | dominikanischer Baseballspieler                                                       | 51    |       |
| 8. April  | Carl-Göran Ekerwald                        | schwedischer Schriftsteller                                                           | 101   |       |
| 8. April  | Amara Essy                                 | ivorischer Politiker                                                                  | 80    |       |
| 8. April  | Swetlana Gerassimenko                      | sowjetische bzw. tadschikische Astronomin                                             | 80    |       |
| 8. April  | Heinz Giehring                             | deutscher Rechtswissenschaftler                                                       | 85    |       |
| 8. April  | Walter Kannengießer                        | deutscher Wirtschaftsjournalist                                                       | 95    |       |
| 8. April  | Nicky Katt                                 | US-amerikanischer Schauspieler                                                        | 54    |       |
| 8. April  | Bernd A. Laska                             | deutscher Schriftsteller, Übersetzer und Verleger                                     | 81    |       |
| 8. April  | Manga                                      | brasilianischer Fußballspieler                                                        | 87    |       |
| 8. April  | Danny Mizrachi                             | israelischer Modedesigner                                                             | 66    |       |
| 8. April  | Günter Müller                              | deutscher Schriftsteller                                                              | ≈81   |       |
| 8. April  | Roy Oppenheim                              | Schweizer Kulturpublizist und Radio- und Fernsehmanager                               | 84    |       |
| 8. April  | Pere Palau Torres                          | spanischer Politiker                                                                  | 78    |       |
| 8. April  | Rubby Pérez                                | dominikanischer Sänger                                                                | 69    |       |
| 8. April  | Wulf-Dieter Schmidt-Wulffen                | deutscher Geographiedidaktiker                                                        | 83    |       |
| 8. April  | Manfred Schüler                            | deutscher Finanz- und Verwaltungsfachmann und Politiker                               | 93    |       |
| 8. April  | Pjotr Sunin                                | sowjetischer Skispringer                                                              | 66    |       |
| 8. April  | Dieter Versen                              | deutscher Fußballspieler                                                              | 79    |       |
| 8. April  | Elmar Wadle                                | deutscher Rechtswissenschaftler und -historiker                                       | 86    |       |
| 8. April  | Lenny Welch                                | US-amerikanischer Sänger und Schauspieler                                             | 86    |       |
| 8. April  | Keith Windschuttle                         | australischer Historiker und Schriftsteller                                           | ≈83   |       |
| 7. April  | Kenny Adams                                | US-amerikanischer Boxtrainer                                                          | 84    |       |
| 7. April  | Konrad Bader                               | deutscher General                                                                     | 85    |       |
| 7. April  | Guillermo „Memo“ del Bosque                | mexikanischer Fernsehproduzent                                                        | 64    |       |
| 7. April  | Jürgen Creutzig                            | deutscher Verbandsfunktionär                                                          | 84    |       |
| 7. April  | Edmund Feuster                             | deutscher Politiker                                                                   | 70    |       |
| 7. April  | William Finn                               | US-amerikanischer Komponist und Liedtexter                                            | 73    |       |
| 7. April  | Raghbir Lal                                | indischer Hockeyspieler                                                               | 95    |       |
| 7. April  | Marvin Levy                                | US-amerikanischer Publizist                                                           | 96    |       |
| 7. April  | Hansjürgen Linke                           | deutscher Germanist und Mediävist                                                     | 96    |       |
| 7. April  | Roland Mall                                | deutscher Fußballspieler                                                              | 73    |       |
| 7. April  | Greg Millen                                | kanadischer Eishockeyspieler                                                          | 67    |       |
| 7. April  | Edith Nawakwi                              | sambische Politikerin                                                                 | 65    |       |
| 7. April  | Siegfried Neumann                          | deutscher Germanist und Volkskundler                                                  | 91    |       |
| 7. April  | Kurt Peterle                               | österreichischer Politiker                                                            | 78    |       |
| 7. April  | Ioannis Vasilopoulos                       | griechisch-US-amerikanischer Cover-Illustrator                                        | 66    |       |
| 7. April  | Joey D. Vieira                             | US-amerikanischer Schauspieler                                                        | 80    |       |
| 6. April  | Al Barile                                  | US-amerikanischer Gitarrist                                                           | 63    |       |
| 6. April  | Jorge Bolaño                               | kolumbianischer Fußballspieler                                                        | 47    |       |
| 6. April  | Clem Burke                                 | US-amerikanischer Schlagzeuger                                                        | 70    |       |
| 6. April  | Roberto De Simone                          | italienischer Komponist                                                               | 91    |       |
| 6. April  | Adel Dridi                                 | tunesischer Unternehmer und Betrüger                                                  | ?     |       |
| 6. April  | Peter Geiger                               | liechtensteinischer Historiker                                                        | 82    |       |
| 6. April  | Momodou Lamin Sedat Jobe                   | gambischer Politiker und Diplomat                                                     | 80    |       |
| 6. April  | Wolfgang Meier                             | deutscher Leichtathletiktrainer                                                       | 82    |       |
| 6. April  | Dieter Möhn                                | deutscher Germanist                                                                   | 88    |       |
| 6. April  | Jean-Claude Montredon                      | französischer Schlagzeuger                                                            | 75    |       |
| 6. April  | Jay North                                  | US-amerikanischer Schauspieler                                                        | 73    |       |
| 6. April  | Jeremiah P. Ostriker                       | US-amerikanischer Astrophysiker                                                       | 87    |       |
| 6. April  | Erich Sirrenberg                           | deutscher Ingenieur                                                                   | 86    |       |
| 6. April  | Anna Slováčková                            | tschechische Sängerin und Schauspielerin                                              | 29    |       |
| 6. April  | Reinhard Tietz                             | deutscher Wirtschaftswissenschaftler                                                  | 96    |       |
| 6. April  | Paschal Topno                              | indischer Erzbischof                                                                  | 92    |       |
| 6. April  | Pongsri Woranuch                           | thailändische Sängerin                                                                | 85    |       |
| 6. April  | Alessio Zaccaria                           | italienischer Rechtswissenschaftler                                                   | 69    |       |
| 5. April  | Dave Allen                                 | britischer Bassist                                                                    | 69    |       |
| 5. April  | Antonello Fassari                          | italienischer Schauspieler und Filmregisseur                                          | 72    |       |
| 5. April  | Colin Fox                                  | kanadischer Schauspieler                                                              | 86    |       |
| 5. April  | Solvay Gerke                               | deutsche Sozialwissenschaftlerin                                                      | 67    |       |
| 5. April  | Georg Gölter                               | deutscher Politiker                                                                   | 86    |       |
| 5. April  | Manfred Haiduk                             | deutscher Literaturwissenschaftler                                                    | 96    |       |
| 5. April  | Heikki Hasu                                | finnischer Skisportler und Politiker                                                  | 99    |       |
| 5. April  | Lore Heuermann                             | deutsch-österreichische Künstlerin, Grafikerin und Zeichnerin                         | 88    |       |
| 5. April  | Richard Kahn                               | US-amerikanischer Publizist und Filmmanager                                           | 95    |       |
| 5. April  | Sara Millerey                              | kolumbianische Transfrau                                                              |       |       |
| 5. April  | Adam Myjak                                 | polnischer Bildhauer und Medailleur                                                   | 78    |       |
| 5. April  | Hans-Peter Repnik                          | deutscher Politiker                                                                   | 77    |       |
| 5. April  | Enrique Sánchez de León                    | spanischer Politiker                                                                  | 90    |       |
| 5. April  | Peter Stuhlmacher                          | deutscher Theologe                                                                    | 93    |       |
| 4. April  | Amadou Bagayoko                            | malischer Sänger, Gitarrist und Komponist                                             | 70    |       |
| 4. April  | Cyrill Brügger                             | Schweizer Politiker                                                                   | 86    |       |
| 4. April  | Algimantas Čekuolis                        | sowjetischer bzw. litauischer Journalist, Publizist und Reiseführer                   | 93    |       |
| 4. April  | Paul Fierlinger                            | US-amerikanischer Animator und Regisseur                                              | 89    |       |
| 4. April  | Manoj Kumar                                | indischer Schauspieler und Filmregisseur                                              | 87    |       |
| 4. April  | Larissa Maximowa                           | sowjetische bzw. russische Logikerin                                                  | 81    |       |
| 4. April  | Yves Edgar Monnou                          | beninischer Diplomat und Politiker                                                    | 72    |       |
| 4. April  | Thomas Nenon                               | US-amerikanischer Philosoph                                                           | 73    |       |
| 4. April  | Friðrik Ólafsson                           | isländischer Schachspieler                                                            | 90    |       |
| 4. April  | Bernard Ringeissen                         | französischer Pianist                                                                 | 90    |       |
| 4. April  | Tony Rundle                                | australischer Politiker                                                               | 86    |       |
| 4. April  | Hans Tölkes                                | deutscher Politiker                                                                   | 90    |       |
| 4. April  | Peter Turang                               | indonesischer Erzbischof                                                              | 78    |       |
| 3. April  | Hervé Collot                               | französischer Fußballspieler und -trainer                                             | 92    |       |
| 3. April  | Herbert Hanus                              | deutscher Agrarwissenschaftler                                                        | 88    |       |
| 3. April  | Karl Hensen                                | deutscher Chemiker                                                                    | 90    |       |
| 3. April  | Jiří Kochta                                | tschechischer Eishockeyspieler und -trainer                                           | 78    |       |
| 3. April  | Theodore McCarrick                         | US-amerikanischer Kardinal                                                            | 94    |       |
| 3. April  | Paulo Mendo                                | portugiesischer Politiker                                                             | 92    |       |
| 3. April  | Harald Mielsch                             | deutscher Klassischer Archäologe                                                      | 80    |       |
| 3. April  | Juan Andrés Ramírez                        | uruguayischer Politiker                                                               | 78    |       |
| 3. April  | Michael Rosenvold                          | dänischer Rocker- und Motorradclubchef                                                | 57    |       |
| 3. April  | Andreas Prinz von Sachsen-Coburg und Gotha | deutscher Unternehmer                                                                 | 82    |       |
| 3. April  | Amália Sterbinszky                         | ungarische Handballspielerin und -trainerin                                           | 74    |       |
| 3. April  | Alexei Tkatschow                           | sowjetischer bzw. russischer Maler                                                    | 99    |       |
| 3. April  | Hellmut Trunschke                          | deutscher Fußballtrainer, Rugbyspieler und Sportfunktionär                            | 96    |       |
| 3. April  | Hans Wesker                                | deutscher Maler und Klangkünstler                                                     | ≈74   |       |
| 3. April  | Jan Wilhelm                                | deutscher Jurist                                                                      | 82    |       |
| 3. April  | Margarita Xhepa                            | albanische Schauspielerin                                                             | 93    |       |
| 2. April  | Johannes Bastian                           | deutscher Pädagoge und Schulentwicklungsforscher                                      | 77    |       |
| 2. April  | Eugen Dieterle                             | deutscher Vereinsfunktionär                                                           | 85    |       |
| 2. April  | Gregor Formanek                            | deutscher KZ-Wachmann                                                                 | 100   |       |
| 2. April  | Kurt Grahl                                 | deutscher Kirchenmusiker                                                              | 77    |       |
| 2. April  | Miles Griffith                             | US-amerikanischer Jazzsänger                                                          | 55    |       |
| 2. April  | Wolfgang Rüfner                            | deutscher Rechtswissenschaftler                                                       | 91    |       |
| 2. April  | Khamtay Siphandone                         | laotischer Politiker                                                                  | 101   |       |
| 2. April  | Franklin Stahl                             | US-amerikanischer Genetiker                                                           | 95    |       |
| 2. April  | Klaus Steinke                              | deutscher Slawist                                                                     | 83    |       |
| 2. April  | Alois Švehlík                              | tschechischer Schauspieler                                                            | 85    |       |
| 1. April  | Miguel Angel Aguilar Miranda               | ecuadorianischer Bischof                                                              | 85    |       |
| 1. April  | Deepak Bohara                              | nepalesischer Politiker                                                               | 74    |       |
| 1. April  | Arsenio Campos                             | mexikanischer Schauspieler                                                            | 79    |       |
| 1. April  | Leandro Domingues                          | brasilianischer Fußballspieler                                                        | 41    |       |
| 1. April  | George Freeman                             | US-amerikanischer Jazzgitarrist und -saxophonist                                      | 97    |       |
| 1. April  | Michael Hurley                             | US-amerikanischer Musiker, Singer-Songwriter, Cartoonist und Maler                    | 83    |       |
| 1. April  | Beat Rudolf Jenny                          | Schweizer Historiker                                                                  | 98    |       |
| 1. April  | Alfi Kabiljo                               | jugoslawischer bzw. kroatischer Komponist und Dirigent                                | 89    |       |
| 1. April  | Val Kilmer                                 | US-amerikanischer Schauspieler                                                        | 65    |       |
| 1. April  | Heimo Luxbacher                            | österreichischer bildender Künstler                                                   | 59    |       |
| 1. April  | Yahya Michot                               | belgischer Islamwissenschaftler                                                       | 72    |       |
| 1. April  | Christiane Mückenberger                    | deutsche Filmwissenschaftlerin                                                        | 96    |       |
| 1. April  | Peter Pechauf                              | deutscher Politiker                                                                   | 84    |       |
| 1. April  | Jean C. Roché                              | französischer Ornithologe und Bioakustiker                                            | 93    |       |
| 1. April  | Beat Rüttimann                             | Schweizer Medizinhistoriker                                                           | 80    |       |
| 1. April  | Johnny Tillotson                           | US-amerikanischer Sänger                                                              | 86    |       |
| 1. April  | Faramarz Zelli                             | iranischer Fußballspieler                                                             | 82    |       |

### Datum unbekannt
| Zeitangabe                       | Name                | Beruf, bekannt als                                              | Alter | Beleg |
| -------------------------------- | ------------------- | --------------------------------------------------------------- | ----- | ----- |
| Tod bekannt gegeben am 27. April | Stan Love           | US-amerikanischer Basketballspieler                             | 76    |       |
| Tod bekannt gegeben am 19. April | Željko Vidaković    | jugoslawischer bzw. kroatischer Handballspieler und -trainer    | 70    |       |
| Nacht zum 17. April              | Peter Ablinger      | österreichischer Komponist                                      | 66    |       |
| Tod bekannt gegeben am 13. April | Albert S. Kobayashi | US-amerikanischer Ingenieurwissenschaftler                      | 100   |       |
| Tod bekannt gegeben am 8. April  | Vahdettin İşsever   | türkischer Boxer                                                | 56    |       |
| Tod bekannt gegeben am 8. April  | Martin Windrow      | britischer Historiker, Verleger und Autor                       | ≈80   |       |
| Tod bekannt gegeben am 3. April  | Silvio Lehmann      | österreichischer Soziologe, Historiker und politischer Aktivist | 79    |       |
| Tod bekannt gegeben am 2. April  | Petra Krause        | deutsch-italienische Terroristin                                | 86    |       |
| tot aufgefunden am 1. April      | Klaus Kienle        | deutscher Oldtimer-Restaurator und Unternehmer                  | 77    |       |